# غاري هاميلتون (لاعب كرة سلة)
غاري هاميلتون (7 أغسطس 1984 في الولايات المتحدة - ) (بالإنجليزية: Gary Hamilton)‏ هو لاعب كرة سلة أمريكي في مركز هجوم قوي الجسم. لعب مع .

## وصلات خارجية
- غاري هاميلتون على موقع دوري كرة السلة الياباني للمحترفين (اليابانية)
- غاري هاميلتون على موقع كرة السلة الأوروبية.كوم (الإنجليزية)
- غاري هاميلتون على موقع كلية كرة السلة في سبورتس رفرنس.كوم (الإنجليزية)
- غاري هاميلتون على موقع ريلجم (الإنجليزية)
- غاري هاميلتون على موقع بروبوليرز (الإنجليزية)
- غاري هاميلتون على موقع سبورتس رفرنس (الإنجليزية)